# Puffin du Westland
Procellaria westlandica
Espèce
Statut de conservation UICN

 EN B2ab(iii) : En danger
Le Puffin du Westland (Procellaria westlandica) ou Pétrel du Westland, est une espèce d'oiseaux de la famille des Procellariidae.

## Répartition
Cette espèce ne niche qu'en Nouvelle-Zélande dans le parc national de Paparoa.